# Puerto Buenavista, Guerrero
Puerto Buenavista är en ort i Mexiko.   Den ligger i kommunen Zapotitlán Tablas och delstaten Guerrero, i den sydöstra delen av landet, 250 km söder om huvudstaden Mexico City. Puerto Buenavista ligger 1 439 meter över havet och antalet invånare är 312.
Terrängen runt Puerto Buenavista är huvudsakligen kuperad, men österut är den bergig. Runt Puerto Buenavista är det ganska glesbefolkat, med 42 invånare per kvadratkilometer. Närmaste större samhälle är Caxitepec, 14,0 km nordväst om Puerto Buenavista. I omgivningarna runt Puerto Buenavista växer huvudsakligen savannskog.